# Prix Inge-Morath
Pour les articles homonymes, voir Morath.
Le prix Inge-Morath (Inge Morath Award) est un prix décerné par l'Agence Magnum depuis 2002. 
Il a été créé en l'honneur de la photographe Inge Morath (1923–2002) et récompense une photographe femme ou non-binaire de moins de 30 ans. Il est pourvu d’une somme de 5 000 $.

## Liste des lauréates
- 2002 : Ami Vitale[2]
- 2003 : non attribué
- 2004 : Claudia Guadarrama[2]
- 2005 : Mimi Chakarova[2]
- 2006 : Jessica Dimmock[2]
- 2007 : Olivia Arthur[2]
- 2008 : Kathryn Cook[2]
- 2009 : Emily Schiffer[2]
- 2010 : Lurdes Basoli et Claire Martin[2]
- 2011 : Zhe Chen[2]
- 2012 : Isadora Kosofsky[2]
- 2013 : non attribué
- 2014 : Shannon Jansen (États-Unis), pour for A long Walk[2]
- 2015 : Danielle Villasana (États-Unis), pour A Light Inside[2]
- 2016 : Daniella Zalcman (États-Unis), pour Signs of Your Identity[2]
- 2017 : Johanna-Maria Fritz (Allemagne), pour Like a Bird[2]
- 2018 : Melissa Spitz (États-Unis), pour You have nothing to worry about[2]
- 2019 : Alex Potter  (États-Unis), pour Once a Nation[2]
- 2020 : Tamara Merino[2]
- 2021 : Fabiola Ferrero (Venezuela) pour I Can’t Hear the Birds[1]